# Háromfa
Háromfa is een plaats (község) en gemeente in het Hongaarse comitaat Somogy. Háromfa telt 862 inwoners (2001).